# Sipyloidea excellens
Sipyloidea excellens är en insektsart som beskrevs av Günther 1929. Sipyloidea excellens ingår i släktet Sipyloidea och familjen Diapheromeridae. Inga underarter finns listade i Catalogue of Life.